# Zigzagproef

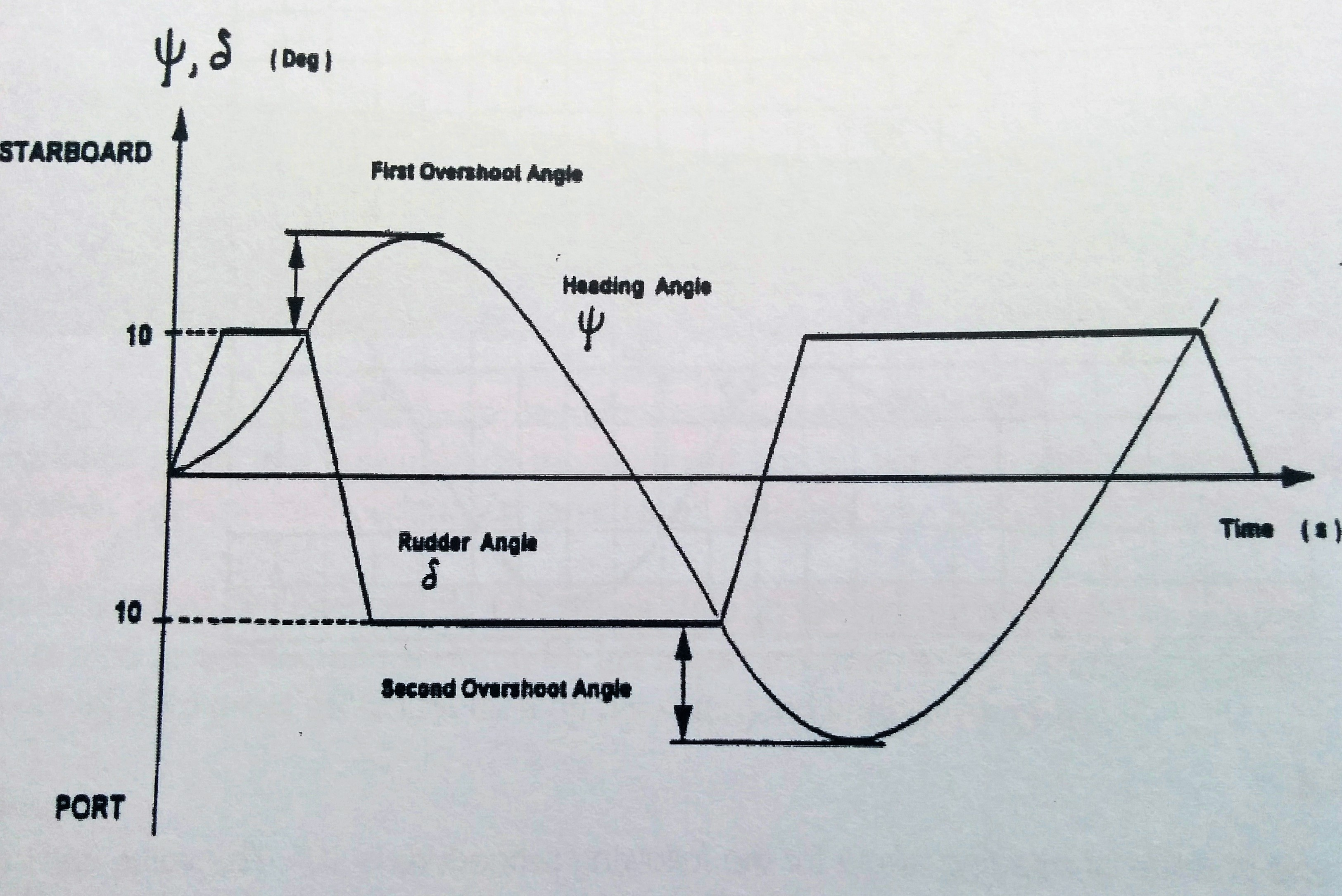
Roeruitslag en koerscorrectie

De zigzagproef, ook wel z-manoeuvre of kempfmanoeuvre, is een manoeuvreerproef om een beter beeld te krijgen van de dynamische stabiliteit van een schip. De resultaten geven een beeld van de reactiesnelheid bij het geven van roeruitslagen. Hiervoor worden verscheidene metingen uitgevoerd tijdens het maken van bepaalde manoeuvres van het schip. De resultaten bekomen bij deze metingen zeggen meer over de mogelijkheid om een vaartuig binnen bepaalde grenzen te houden.
Vooral op grote schepen, zoals tankers, moet men met genoemde factoren rekening gehouden worden bij het manoeuvreren.
Bij de zigzagproef kunnen er grote krachten op het stuurgerei optreden.

## Procedure

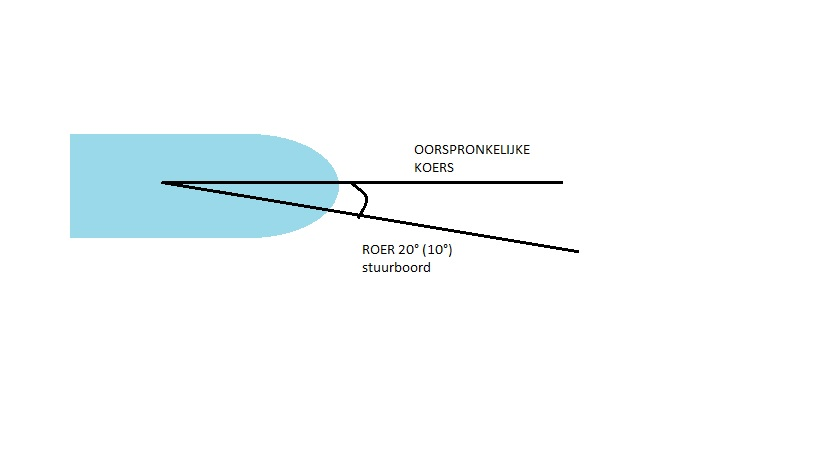
Eerste uitsturing (punt 2)

1. Het schip wordt op de voor de proef vereiste snelheid gebracht en wordt op een normale voorligging gelegd.
2. Het roer wordt 20° (10°) aan een zijde naar keuze gelegd.Koerswijziging (punt 3)

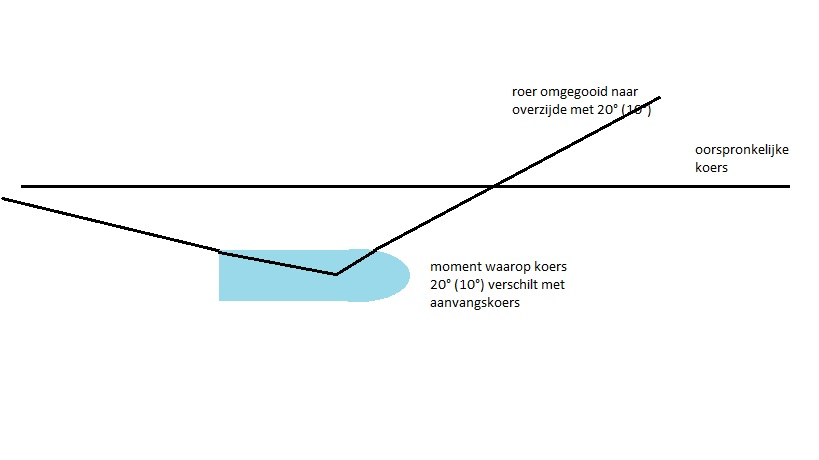
Koerswijziging (punt 3)

3. Op het ogenblik dat de koers 20° (10°) verschilt met de oorspronkelijke koers wordt het roer 20° (10°) naar de andere zijde overgelegd.
4. De proef wordt voortgezet tot het roer minimaal vijfmaal van kant is veranderd.

De essentiële informatie die verkregen wordt uit deze proef bestaat uit de overshoot angles, de initiële draaitijd tot de tweede uitvoering en de tijd tot het uitslaan van het schip naar stuurboord of naar bakboord.

## Resultaat
De zigzagproef geeft de volgende resultaten:
- Tijd nodig om koersverandering gelijk aan roeruitslag te bereiken.
- De doorzwaaihoek.
- De stuttijd: tijd nodig om de koersverandering terug tot nul te brengen, wanneer men het roer na de “execute of change heading” zo snel mogelijk een gelijke roeruitslag aan de andere zijde geeft.
- De reach: tijd nodig om vanaf het begin van de proef terug te keren tot de aanvangskoers.
- De periode van een cyclus.

## Opmerkingen
Bij een schip met een enkele schroef moet de eerste roeruitslag worden gedaan naar de kant waar de doorzwaaihoek of overshoot angle het grootst is. De doorzwaaihoek is de hoek gemaakt aan de kant waarheen het schip het langst blijft doordraaien wanneer men het roer terug naar de andere zijde brengt.
Deze zigzagproeven worden met verschillende startsnelheden en roerhoeken uitgevoerd. Voor elke testpoging worden verschillende gegevens genoteerd: overshoot angle, overshoot time, swing time (tijd vanaf het begin van het manoeuvre tot het schip terug van koers begint te veranderen naar de andere kant), periode (tijdspanne tussen twee uiterste voorliggingen aan dezelfde kant), snelheid, windrichting, windkracht, stroomrichting en stroomsterkte.
Het is mogelijk dat het schip een niet-lineair gedrag vertoont. Dit komt door een verschijnsel dat ontstaat bij het inschakelen van de zigzagbeweging. Hierdoor neemt de periode van de beweging soms pas na de tweede cyclus een constante waarde aan.